# Арония черноплодная
Аро́ния чернопло́дная (лат. Arónia melanocárpa) — небольшой кустарник, вид рода Арония семейства Розовые.
Аронию черноплодную выращивают как плодовый, декоративный и лекарственный кустарник. Следует отличать данный вид от аронии Мичурина («черноплодной рябины»), имеющей гибридное происхождение и гораздо более популярной в России в качестве декоративного и плодового растения. Последнюю нередко ошибочно называют в садоводстве аронией черноплодной, хотя научные исследования генотипов показывают, что арония Мичурина является межродовым гибридом аронии (Aronia) и рябины (Sorbus) и относится к гибридному роду ×Sorbaronia.

## Этимология названия
Родовое название происходит от греч. ἄρος — помощь, польза; видовой эпитет образован из двух слов: греч. μέλᾱς (род. μέλᾰνος) — чёрный и καρπός — плод.
Растение часто встречается под ошибочным названием черноплодная рябина, отражающим цвет плодов и схожесть соплодий аронии черноплодной и рябины обыкновенной. В ботанике под черноплодной рябиной подразумевается Арония Мичурина, межродовой гибрид аронии черноплодной и рябины обыкновенной.

## Ботаническое описание

Цветки аронии черноплодной

Арония черноплодная — сильноветвящийся кустарник, высотой до 2,5—3 метров, в своем естественном ареале растёт преимущественно на болотах, по берегам ручейков и озёр, на сырых песчаных равнинах, дюнах, крутых утёсах и скалах (восток Северной Америки), обычно достигает 0,5—2 м, редко 4 метра в высоту. В молодом возрасте крона сжатая, компактная; в зрелом — становится раскидистой и достигает 1,5—2 метров в диаметре. Однолетние побеги красно-бурые, затем тёмно-серые.
Листья 2,5—7 × 2,5—3,5 см. Форма листьев эллиптическая или обратнояйцевидная, симметричная, заостренные на конце, по краю зубчато-городчатые, плотные у главной жилки. Главная жилка с желёзками. Сверху ярко-зелёные. Начиная со второй половины сентября листья окрашиваются в красно-пурпурные тона. Молодые побеги и листья с опушением.
Цветки обоеполые, небольшие, с двойным околоцветником, с пятью свободными лепестками, белые или слегка розоватые, собраны в плотные соцветия в виде сложных щитков диаметром 5—6 см. В цветке 18—20 тычинок.
Цветение начинается во второй половине мая — начале июня; в зависимости от погодных условий цветение продолжается 12 — 16 дней. Пыльники имеют пурпуровую окраску и слегка возвышаются над рыльцами. Цветёт в конце весны — начале лета после облиствения в течение 10—14 дней.
Пыльцевые зёрна трёхбороздно-поровые, реже четырёхбороздно-поровые, шаровидно-сплющенной формы. В очертании с полюса округло-треугольные с прямыми или выпуклыми сторонами, с экватора — эллиптические. Борозды шириной до 10 мкм, с неровными краями, с заострёнными или притуплёнными концами, почти сходящимися у полюсов; мембрана борозд зернистая. Поры овальные, продольно вытянутые, с ровными или округло-зубчатыми краями. Длина пор 10—13, ширина 9—10 мкм; мембрана пор гладкая или реже мелкозернистая. Текстура в экваториальной зоне извилисто-бугорчатая, переходящая к полюсам в мелкобугорчатую. Цвет пыльцы светло-жёлтый.
Плоды шаровидные, реже сдавленно-округлые, чёрные или чёрно-пурпурные, блестящие, с сизоватым налётом, 6—8 мм в диаметре, съедобные, кисловато-сладкого вкуса с вяжущим терпковатым привкусом ягоды. Вес одного плода 0,6—1,5 грамма. У выведенных сортов плоды крупнее. Плоды созревают в августе, сентябре.
Арония — порода зимостойкая, светолюбивая. В виду близко расположенных к поверхности земли корней, растение требовательно к влаге. Корневая система сильно развита и распространена в зоне кроны кустарника.
Кариотип: 2n = 34, 68

## Распространение и экология

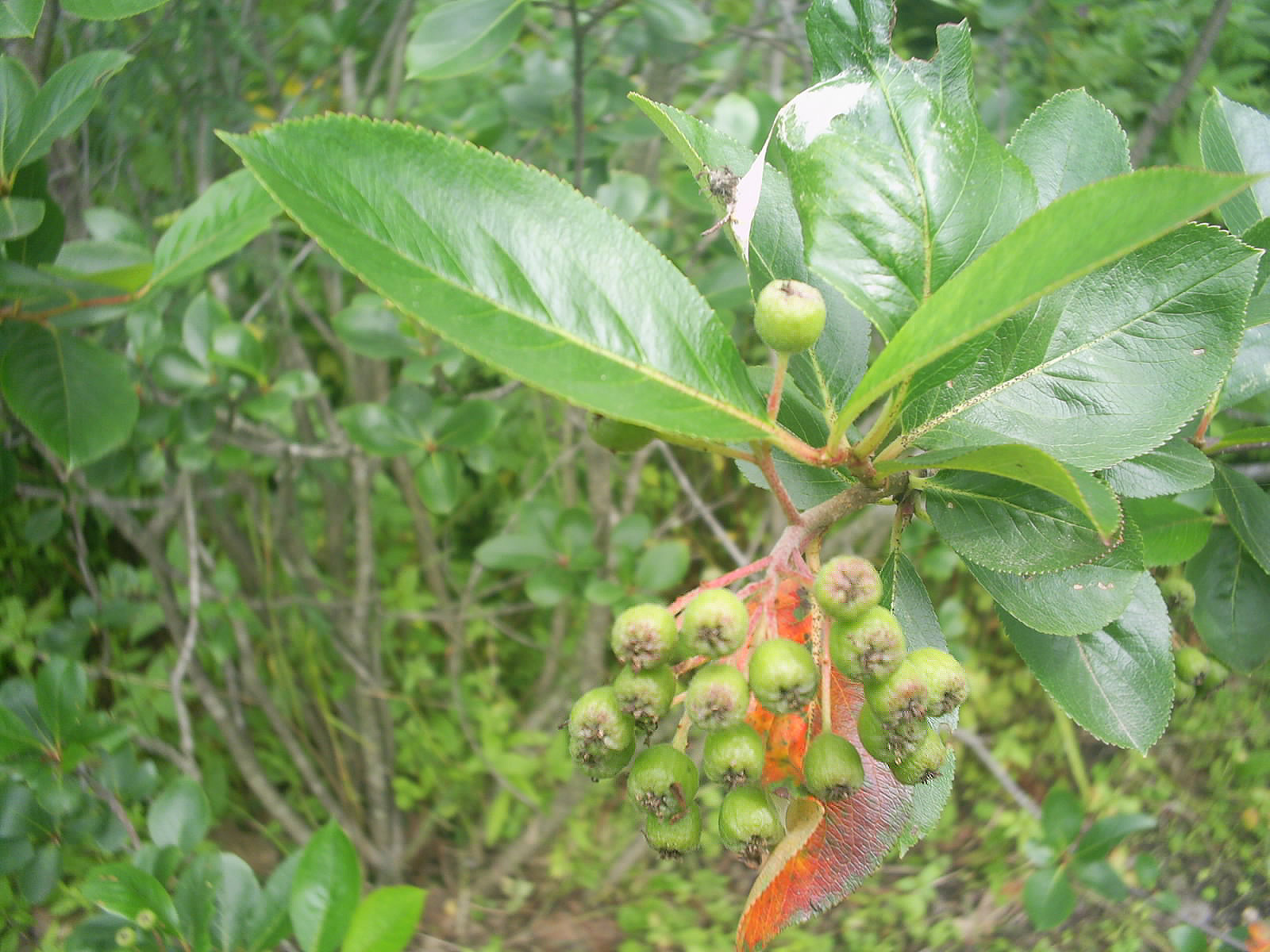
Незрелые ягоды аронии черноплодной

Природный ареал аронии черноплодной охватывает восточную часть Северной Америки. В России И. В. Мичурин впервые обратил внимание на это растение и рекомендовал его для северного плодоводства. Им был получен и в его же честь назван один из гибридов черноплодной аронии, полученный от скрещивания с рябиной обыкновенной — Арония Мичурина. Позже растение было передано на Алтайскую плодово-ягодную станцию в Горно-Алтайске. Здесь учёные провели большую работу как по пропаганде этой новой для садоводства культуры, так и по широкому внедрению в промышленное производство страны.

### Химический состав
Плоды содержат до 10 % сахаров (в основном глюкозу и фруктозу) и спирт сорбит, сладкий на вкус и способный заменить сахар для больных диабетом; богаты витамином P (в среднем 2 000 мг%, есть сообщения даже о 6 500 мг%). Из других витаминов в аронии присутствуют каротин (провитамин витамина А), витамины С (до 100 мг%), Е, РР, а также витамины группы В. Суммарное содержание антоциановых пигментов в зрелых плодах доходит до 6,4 %.
Арония отличается большим набором микроэлементов — в ней есть бор, фтор, йодистые соединения (6—10 мкг на 100 г свежих плодов), железо, медь, марганец, молибден. Общая кислотность плодов в пересчёте на яблочную кислоту не превышает 1,3 %. Они содержат также пектиновые и дубильные вещества, придающие им терпкость, и гликозид амигдалин.

## Хозяйственное значение и использование
Цветки образуют пыльцу и выделяют нектар, хорошо посещаются пчёлами. Продуктивность нектара составляет от 81 до 161 кг/га. За период цветения продуктивность нектара изменяется в незначительных величинах.

### В медицине
Свежие плоды используют в качестве витаминного средства и при гипертонической болезни I и II стадий. В качестве вспомогательного средства применяется при ревматизме, кори, сыпном тифе, скарлатине, аллергических реакциях и т. д. Сок способствует укреплению стенок кровеносных сосудов. В листьях содержатся вещества, улучшающие работу печени, образование и отток желчи. Экстракт черноплодной рябины может быть полезен пациентам с рассеянным склерозом.
Плоды аронии черноплодной обладают антиоксидантными свойствами. Употребление их в пищу способствует лучшей терморегуляции у людей (женщин) «холодного» телосложения, эффект связан с регуляцией норадреналина.
Сок растения может применяться для снижения проявлений целлюлита («апельсиновой кожи»).
Лекарственным сырьём являются свежие плоды — лат. Fructus Aroniae melanocarpae recens. Сбор проводят в сентябре — первой половине октября. Очищенные от веток, листьев и плодоножек плоды упаковывают в корзины или деревянные ящики. Срок хранения в прохладном месте не более 3 дней, а при температуре не выше 5 °C — 2 месяца. Сушку плодов проводят при температуре не выше 60 °C.

### В садоводстве

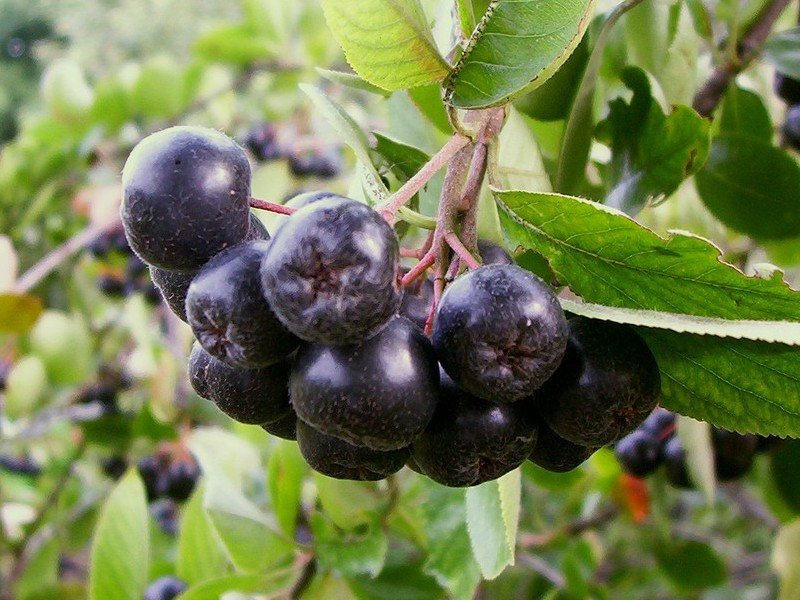
Зрелые плоды Аронии черноплодной

В пищу используются не только свежие, замороженные и сушёные плоды, но и продукты переработки, имеющие лучшие вкусовые качества: варенье, джем, желе, цукаты, компот, вино.
В культуре аронию разводят семенами, отводками, прививкой и черенками. Для массовой культуры рекомендуется семенное размножение. Так как семена аронии относятся к группе трудно прорастающих, высевают их осенью. Глубина заделки семян в зависимости от почвы должна быть 1—1,5 см. Более глубокая заделка, особенно на тяжёлых почвах, снижает грунтовую всхожесть. В первые солнечные дни мая появляются обильные всходы аронии.
В любительском садоводстве арония играет роль подвоя для получения карликовых груш.
Уход за появившимися всходами заключается в своевременной прополке, рыхлении и регулярном поливе. Почву желательно обеспечить рыхлую и питательную; плохо растёт на заболоченных, засолённых и каменистых почвах. Арония скороплодна — плодоносит на третий — четвёртый год после посадки.

## Классификация

### Таксономическое положение
- Aronia melanocarpa (Michx.) Elliott, 1821, Sketch Bot. S. Carolina 1: 557

Вид Арония черноплодная включается в род Арония (Aronia) семейства Розовые (Rosaceae) порядка Розоцветные (Rosales), последовательно входящего в более крупные клады Фабиды → Розиды → Суперрозиды → Эвдикоты → Цветковые растения. Таксономическая схема в соответствии с Системой APG IV по состоянию на июнь 2024 года:
|  |                          |  |                                   |                                   |                   |  | еще 8 семейств | еще 8 семейств |                         |  |  |  | еще 2 подтвержденных вида и 13 таксонов, ожидающих подтверждения |
|  |                          |  |                                   |                                   |                   |  | еще 8 семейств | еще 8 семейств |                         |  |  |  | еще 2 подтвержденных вида и 13 таксонов, ожидающих подтверждения |
|  |                          |  |                                   | порядок Розоцветные               |                   |  |                |                | род Арония              |  |  |  |                                                                  |
|  |                          |  |                                   | порядок Розоцветные               |                   |  |                |                | род Арония              |  |  |  |                                                                  |
|  | клада Цветковые растения |  |                                   |                                   | семейство Розовые |  |                |                | вид Арония черноплодная |  |  |  |                                                                  |
|  | клада Цветковые растения |  |                                   |                                   | семейство Розовые |  |                |                |                         |  |  |  |                                                                  |
|  |                          |  | ещё 63 порядка цветковых растений | ещё 63 порядка цветковых растений |                   |  |                | еще 116 родов  | еще 116 родов           |  |  |  |                                                                  |
|  |                          |  |                                   | ещё 63 порядка цветковых растений |                   |  |                |                | еще 116 родов           |  |  |  |                                                                  |

Вид А. черноплодная довольно близок виду А. красная. Также обнаружены растения с промежуточными признаками, которые выделяются в отдельный, третий вид — А. сливолистная. Основным отличительным признаком этих трёх видов считается цвет ягод — красный у А. красной, черный у А. черноплодной и сиреневый у А. сливолистной, однако этот признак не надежен, поскольку, во-первых, не всегда на растении имеются ягоды, а, во-вторых, А. сливолистная, являясь природным гибридом первых двух видов, может по своим признакам сильно напоминать любой из них, что существенно затрудняет разграничение. Ранее существовала также точка зрения, что род Арония включает в себя лишь один очень полиморфный вид — А. красная.
Сравнительная характеристика аронии черноплодной и аронии Мичурина
| Признак                                           | Арония черноплодная        | Арония Мичурина                  |
| ------------------------------------------------- | -------------------------- | -------------------------------- |
| Высота куста, м                                   | 0,5—1                      | 1—3                              |
| Длина листовой пластинки, см                      | 1,9—5,9                    | 4,2—5,6                          |
| Ширина листовой пластинки, см                     | 1,0—2,1                    | 2,4—3,4                          |
| Форма листовой пластинки                          | от овальной до ланцетной   | эллиптическая, обратнояйцевидная |
| Соотношение длины к ширине листовой пластинки     | 1,9—3,1                    | 1,5—1,8                          |
| Число цветков в соцветии, шт.                     | 4—6                        | 12—35                            |
| Диаметр венчика, см                               | 0,4—0,6                    | ~1,2                             |
| Форма плода                                       | от овальной до грушевидной | шаровидная, слегка сплюснутая    |
| Поверхность плода                                 | блестящая                  | матовая                          |
| Размер и масса плода, г                           | мелкий: 0,38—0,84          | средний: 1,15—1,25               |
| Вкус и сочность плода                             | малосъедобный, суховатый   | съедобный, сочный, кисло-сладкий |
| Вариабельность признаков листьев, цветков, плодов | высокая                    | отсутствует                      |
| Плоидность                                        | диплоид (2n=34)            | тетраплоид (2n=68)               |
| Размножение                                       | амфимиктное                | апомиктное                       |
| Холодостойкость по А. Редеру                      | умеренная (IV зона)        | высокая (II зона)                |

### Синонимы
- Adenorachis melanocarpa (Michx.) Nieuwl.
- Adenorachis nigra (Medik.) Nieuwl.
- Aronia arbutifolia var. melanocarpa (Michx.) Torr.
- Aronia arbutifolia var. nigra (Willd.) F.Seym.
- Aronia grandifolia (Lindl.) Sweet
- Aronia melanocarpa var. elata Rehder
- Aronia melanocarpa var. grandifolia (Lindl.) C.K.Schneid.
- Aronia melanocarpa var. subpubescens (Lindl.) C.K.Schneid.
- Aronia melanocarpa var. typica C.K.Schneid.
- Aronia nigra Britton
- Aronia nigra (Willd.) Koehne
- Aronia nigra var. decumbens Zabel
- Aronia nigra var. grandifolia (Lindl.) Dippel
- Aronia nigra var. pubescens Dippel
- Hahnia arbutifolia var. nigra Medik.
- Mespilus arbutifolia var. melanocarpa Michx.
- Mespilus arbutifolia var. nigra Willd.
- Mespilus arbutifolia var. nigra (Willd.) Britton
- Photinia melanocarpa (Michx.) K.R.Robertson & J.B.Phipps
- Pyrus angustifolia var. melanocarpa (Michx.) M.J.Young
- Pyrus arbutifolia subsp. nigra (Willd.) Ehrh.
- Pyrus arbutifolia var. melanocarpa (Michx.) Hook.
- Pyrus arbutifolia var. melanocarpa E.L.Rand & Redfield
- Pyrus arbutifolia var. nigra Willd.
- Pyrus grandifolia Lindl.
- Pyrus melanocarpa (Michx.) Willd.
- Pyrus melanocarpa (Michx.) Willd.
- Pyrus melanocarpa var. subpubescens Lindl.
- Pyrus nigra Sarg.
- Sorbus grandifolia (Lindl.) Heynh.
- Sorbus melanocarpa (Michx.) Heynh.
- Sorbus melanocarpa var. grandifolia (Lindl.) Rehder
- Sorbus melanocarpa var. subpubescens (Lindl.) Heynh.
- Sorbus melanocarpa var. typica C.K.Schneid.
- Sorbus pubescens (Dippel) Hedl.